# DWE VT 41
Der Triebwagen DWE VT 41 war ein Triebwagen der Dessau-Wörlitzer Eisenbahn-Gesellschaft (DWE).
Die Gesellschaft gehörte zu den ersten Eisenbahngesellschaften in Deutschland, die einen Triebwagen mit Beiwagen in ihrem Bestand führten. Vom Aufbau her ähnelt er den Staatsbahntriebwagen DR 701 bis 704, er wurde mit Benzinmotor und einem Getriebe der Nationalen Automobil-Gesellschaft (NAG) hergestellt. Er wurde für den Betrieb auf dem Netz der Gesellschaft beschafft, um gegenüber Dampfzügen mit geringer Auslastung die Kosten zu senken und gegenüber dem Autobusverkehr ein konkurrenzfähiges Verkehrsmittel auf der Schiene anzubieten. Das Fahrzeug wurde nach 1949 von der Deutschen Reichsbahn als VT 135 503 übernommen. Es war bis 1958 aktiv und ist heute nicht mehr vorhanden.

## Geschichte
1924 lieferte die Dessauer Waggonfabrik ihren ersten Triebwagen an die Dessau-Wörlitzer Eisenbahn-Gesellschaft aus. Dieser Zug bestand aus dem beschriebenen Triebwagen Nr. 41  und einem im Aussehen in etwa identischen Beiwagen, der die Nummer 42 erhielt. 1925 wurden beide Fahrzeuge in Betrieb genommen und zuerst für einige Erprobungsfahrten, später für Vorführfahrten und danach für den regulären Betrieb verwendet. Ursprünglich war vorgesehen, sollte sich der Triebwagen bewähren, den Anhänger ebenfalls in einen Triebwagen umzubauen, wozu es nicht kam.
1927 kamen drei weitere Beiwagen mit den Nummern 43–45 hinzu, die ebenfalls mit dem Triebwagen zusammen eingesetzt werden sollten. Dem Triebwagen konnten im regulären Betrieb maximal zwei dieser Beiwagen beigestellt werden. Der originale VT 41 und der erste Beiwagen (VT 42) waren noch zweifarbig ausgeführt, wobei die Zweifarbigkeit nur aus erhaltenen Fotografien hervorgeht, da die Akten der Dessau-Wörlitzer Eisenbahn-Gesellschaft im Zweiten Weltkrieg vernichtet wurden. Die genaue Färbung ist nicht bekannt.

## DR 135 503
1949 wurde er von der Deutschen Reichsbahn übernommen und als VT 135 503 bezeichnet. 1955 erhielt das Fahrzeug im Ausbesserungswerk Dessau einen Dieselmotor aus dem Kombinat Industrieverband Fahrzeugbau (IFA). Mit diesem Umbau wurde die Form des Wagenkastens geändert. Danach wurde der Triebwagen von seiner Stammstrecke abgezogen und nach Prenzlau umbeheimatet, obwohl dort der Wagen nicht aufgeführt wurde. Danach folgten Standzeiten und mehrere Aufenthalte im RAW Dessau. Über die Ausmusterung gibt es unterschiedliche Informationen; 1956 wird als Jahr der Z-Stellung angegeben, als ausgemustert gilt der Triebwagen 1958 nach der einen Quelle, eine andere beschreibt, dass er bis 1963 bei den Prenzlauer Kreisbahnen Dienst tat und dann abgelöst wurde.

## Konstruktive Merkmale
Lediglich Fotos geben Auskunft über die Gestaltung des Fahrzeuges. Sie zeigen es als Fahrzeug mit 7 m Achsstand, äußerem Einstiegsbereichen, eingezogenen Einstiegstüren und sechs Fenstern zwischen den Einstiegsbereichen. Die Seitenwandfenster waren herablaßbar. Bei einem RAW-Aufenthalt 1954 wurden diese Rundbogenfenster durch eckige Fallfenster getauscht und eine Toilette hinzugefügt.
Die Inneneinrichtung war als Holzklasse mit 60 Sitzplätzen in der Anordnung 2+2 mit Mittelgang ausgeführt.
Die Maschinenanlage war aus handelsüblichen Lastwagen-Bauelementen zusammengesetzt, ursprünglich mit einem Benzolmotor und einem Getriebe der NAG. Die elektropneumatische Steuerung des Motors wurde über Seilzüge gesteuert. Ebenfalls über Seilzüge erfolgte die Gangschaltung des Wechselgetriebes. Bei einem RAW-Aufenthalt erhielt der Wagen einen Vierzylinder-Viertakt-Dieselmotor vom Typ 1 SM 4-10 von IFA.